# Ô͘
Cette page contient des caractères spéciaux ou non latins. S’ils s’affichent mal (▯, ?, etc.), consultez la page d’aide Unicode.
Ô͘ (minuscule : ô͘), appelé O point suscrit à droite accent circonflexe, est un graphème utilisé dans la romanisation pe̍h-ōe-jī et le système de romanisation taïwanais.
Il s'agit de la lettre O diacritée d’un point suscrit à droite et d’un accent circonflexe.

## Représentations informatiques
Le O point suscrit à droite accent circonflexe peut être représenté avec les caractères Unicode suivants :
- précomposé (supplément latin-1) :

| formes    | représentations | chaînes de caractères | points de code | descriptions                                                                    |
| --------- | --------------- | --------------------- | -------------- | ------------------------------------------------------------------------------- |
| capitale  | Ô͘               | Ô◌͘                    | U+00D4 U+0358  | lettre majuscule latine o accent circonflexe diacritique point en chef à droite |
| minuscule | ô͘               | ô◌͘                    | U+00F4 U+0358  | lettre minuscule latine o accent circonflexe diacritique point en chef à droite |

- décomposé (latin de base, diacritiques) :

| formes    | représentations | chaînes de caractères | points de code       | descriptions                                                                                |
| --------- | --------------- | --------------------- | -------------------- | ------------------------------------------------------------------------------------------- |
| capitale  | Ô͘               | O◌̂◌͘                   | U+004F U+0302 U+0358 | lettre majuscule latine o diacritique accent circonflexe diacritique point en chef à droite |
| minuscule | ô͘               | o◌̂◌͘                   | U+006F U+0302 U+0358 | lettre minuscule latine o diacritique accent circonflexe diacritique point en chef à droite |